# 標楷體
標楷體為一繁體中文字型，由中華民國教育部委託華康科技（今威鋒數位）開發，採用國字標準字體。標楷體在台灣普遍使用於正式文件中，為台灣公文主要使用之字體，同時為教科書字體。
標楷體為微軟Windows作業系統所內建的TrueType繁體中文字型，從Windows NT 3.51及Windows 95開始跟隨繁體中文版的Windows安裝；而從Windows XP開始，若電腦上安裝了繁體中文支援，本字型亦會與細明體、新細明體一同安裝。在非繁體中文版的介面上，本字型名稱為DFKai-SB或KaiU。Windows 10開始，則是以選用功能中文（繁體）補充字型的方式提供，並非直接於安裝系統中提供，會隨時更新，最新為1998年的5.01版。標楷體與其他電腦廠商的TrueType不同之處，是其向量圖形的製作是將每個漢字的筆劃（如橫、豎、點、勾等）分別勾勒，而且出廠時並未把筆劃疊合。如利用Adobe的Illustrator或Corel Draw等繪圖軟件，把標楷體的文字轉成曲線後，會有漢字的筆畫被逐筆分拆出來的問題（如「化」字，可分為「丿」、「丨」、「一」和「乚」四個筆畫）。
在蘋果macOS作業系統中，標楷體為系統所內建的OpenType繁體中文字型。於macOS 13.2版本以前的顯示名稱為BiauKai，在macOS 13.3版本以後更新為標楷體-繁，同時新增標楷體-港澳字型（跟隨常用字字形表的寫法），皆為 14.0d1版。在非繁體中文版的介面上，標楷體-繁及標楷體-港澳分別顯示為BiauKaiTC-Regular及BiauKaiHK-Regular

## 歷史
早期在Windows 95、98上的標楷體只能在中文系統上使用，而且不支援Unicode。對Unicode的支援從Windows 2000開始，不過有關字型若複製到Windows 9x上使用，仍然不能使用非Big5的中文字。随Windows Vista附带的标楷体5.00加入了所有正简体中文字符。
標準楷書的歷史最早可以追溯至二十世紀初期風行上海的「標準楷書」。單從目前的記載，當時的業界至少就有九種不同的楷書字體。其中，商務印書館創設二號「楷書體」（鈕君毅書，徐錫祥刻）並極力發展教科書事業，成為印刷界的巨頭。這樣的歷史背景，或許讓這套楷書體成為1970年代教育部制定標準字體時的最佳想像來源。
1980年代，PostScript技術剛剛誕生，Mac電腦與週邊配備開始讓一般用戶也可以在家製作專業稿件。不只是一般人受益，連字型設計都不用再以實體方式製作字型（刻字、製模）而是採用向量繪圖技術製作。
隨著個人電腦又進一步普及，台灣的教育部也看到了製作一套標準電腦字型的需求。1986 年，先請國立師範大學的教授成立專案小組完成了標準字體的制定，再委託專人以毛筆楷體書寫。華康字型公司成立一年後，於 1988 年推出「中楷體」。再兩年後，教育部公開招標「標楷體」案，由華康得標。這個時期，字型設計師柯熾堅從香港來到台灣，帶著自己開發的「儷」系列字型，加入華康公司成為字型設計總監。其中「儷楷書」連同華康公司本有的「中楷體」，就成為了「標楷體」最好的參考依據。

#### Windows 標楷體版本
- 3.00，包含在Windows 2000，Windows Server 2003，Windows XP
- 5.00，包含在Windows Server 2008、Windows Vista、Windows 7、Windows 8[7]
- 5.01，包含在Windows 10[8]、Windows 11[9]

#### macOS 標楷體版本
macOS 內建之標楷體字型名稱為 BiauKai，於 macOS Sonoma（macOS 14.0）之後分別推出「標楷體-繁」與「標楷體-港澳」，對應的英文字體名稱分別為BiauKaiTC Regular與BiauKaiHK Regular。iOS 也有內建相同版本之字體。
- 13.0d1e2，包含在macOS Ventura[11]、macOS Monterey[12]
- 14.0d1（字型檔名稱之日期為 2023-01-10），包含在macOS Sonoma[13]（開始分別推出BiauKaiTC Regular與BiauKaiHK Regular，版本邊號相同）、macOS Sequoia[14]

## 商用爭議

#### Windows 字體授權
因為微軟與字型著作權所有者雙方的授權契約與範圍未曾明確公開，使得標楷體是否可做為商用，顯得撲朔迷離，根據微軟說明，隨字體的不同版本，或與內附字體的軟體版本不同，微軟內建字形授權是否可以內嵌使用而分為四種，即微軟是以字型的使用方式（可否內嵌使用）區分授權範圍，而非以可否商用做為區分方法，在超過授權的範圍內，則不得使用、而非僅限商用不得使用：

- 'Print and preview' fonts can be embedded in a document, provided the user reading the document cannot edit the content of the document.
- 'Editable' fonts can be embedded within content that can be edited by the user.
- 'Installable' fonts within a document may be permanently installed by the user reading the document or a client application. In practice, installable fonts are treated like editable fonts by most client applications.
- 'No embedding permissions' prevent fonts from being embedded in a document.

比如說，標楷體的5.0版，至少可分兩類授權：企業、網頁開發者、軟硬體行銷或伺服器配置，及個人、專業或商用工作站。其下有不同的授權方式與對應價格。 
即使是相同版本的字型，授權也可能是不同的，比如說隨附於個人、家用、群體或企業等授權版本的各種套裝Office方案的，或有獨立銷售的，比如Publisher，甚或是訂閱式的（比如Office 365）或是紙盒包裝的(比如OFFICE 2016)之間的，即使是同版本的字型，仍可能隨其軟硬體取得方案，各有不同的使用條款宣告，最基本的就是可由附有該字型的產品使用於展示或列印。以及比如說訂閱式的，可能僅在訂閱期間有效。如同標楷體字型所附的授權說明，其展示或列印上的使用，授權是如同有含該字型的產品有授權用於展示或列印的狀況，其他用途未說明，比如說作業系統字型，是否可用於（含內嵌於）非作業系統隨附的軟體上(比如說以非作業系統的影片程式製作的影片)?。

- 目前已知各種來源下的標楷體5.0版本的宣告皆如下述：

You may use this font to display and print content as permitted by the license terms for the product in which this font is included. You may only (i) embed this font in content as permitted by the embedding restrictions included in this font; and (ii) temporarily download this font to a printer or other output device to help print content.
皆使用相同的使用限制宣告（可以內嵌使用），因此在著作權所有人尚未提出與微軟就同一字形版本但不同來源卻有不同授權證明前，標楷體是否存有依照來源軟體不同，而有不同授權範圍而存有疑問。

目前已知，微軟的出版應用軟體如Publisher for Office 365、 Publisher 2016、 Publisher 2013、及Publisher 2010 本身所附的字型，版權宣告可內嵌使用的字型，以內嵌使用之方法使用時，仍可做為公開展示或商業與出版使用。。亦再次重申微軟的字形授權並非以商用與否做為區隔，而是以可內嵌與否的使用行為做分類。
另外，將字型用於一般創作或是進行印刷出版書籍等社會通常使用方式，依經濟部智財局說明，由於文字具有訊息傳達及溝通之高度實用性功能，如允許著作財產權人限制或禁止輸出字型軟體中之個別文字利用，顯不利於知識傳播與文化發展並不侵害著作權。 但如果與製作商已另行因為購買、免費下載、隨其他軟體安裝等取得方式，訂定授權契約、包含安裝時按下同意書，或是使用即表示同意其授權等狀況，則應視供應使用契約約定，製作商可能會依照不同的使用方式，規劃不同的使用價格。
威鋒數位聲明：
-{zh-hans;zh-hant|
- 威鋒數位授權予微軟系統內建之字型（如新細明體、標楷體），其智慧財產權為本公司所有。
- 威鋒數位從未主動向使用者（包含網路創作者）收取內建於微軟系統中新細明體、標楷體的授權費用，無論是商用或非商用。
- 無論用途為商用或非商用，凡透過合法授權之微軟系統使用新細明體、標楷體，威鋒數位日後亦不會主動要求支付相關授權費用。但將字型直接取出搭載（內嵌）於非微軟系統之第三方軟、硬體中的以下情況除外，例如於各式嵌入式裝置、電子遊戲、APP、電子書，以及安裝於提供ASP（應用服務提供者）等網路服務伺服器等。（若對上述除外內容有所疑慮，請洽詢威鋒數位。）
- 凡使用華康字型（如華康少女文字、華康愛情體、華康新綜藝體等），期盼尊重智慧財產權，使用合法正版之字型。若有誤用之狀況，也期盼能進一步與威鋒數位（華康字型）聯繫取得合法授權。}-

#### macOS 字體授權
根據macOS Sequoia軟體授權合約，第二節E項中明確指出「您得在執⾏ Apple 軟體時，使⽤包含在 Apple 軟體內的字體來顯⽰和列印內容」。也有使用者發信詢問蘋果，獲得系統內建字體可用於商用印刷品之正面解答。

## 替代方案

### 全字庫正楷體
由中華民國國家發展委員會開發的全字庫正楷體與標楷體有相當的相似度，可作為商業上的代用，以避免爭議。惟自由或開放軟體通常需要加註來源，以全字庫正楷體為例，其授權條款採用政府資料開放授權條款-第1版，其授權方式為於公開發行、公開展示或加值使用時，應以適當方式註明字型來源出處，即應適當標示「中華民國國家發展委員會，CNS11643中文標準交換碼全字庫網站，http://www.cns11643.gov.tw （页面存档备份，存于） 。 正楷體、CNS11643中文標準交換碼全字庫（簡稱全字庫）。107年8月23日更新。此開放資料依政府資料開放授權條款（Open Government Data License）進行公眾釋出，使用者於遵守本條款各項規定之前提下，得利用之。政府資料開放授權條款：https://web.archive.org/web/20180830175945/https://data.gov.tw/license 」，以符合授權條款的「顯名聲明」，未盡顯名標示義務者，視為自始未取得開放資料之授權。

### 國字標準字體字形檔-楷書
由中華民國教育部終身教育司推出之教育部標準楷書字體，PostScript名稱為TW-MOE-Std-Kai，是依照民國83年7月教育部國語推行委員會編訂之《國字標準字體教師手冊》所載錄者為據製成之字形。採用創用CC之「姓名標示-禁止改作」授權，引用需標示「中華民國教育部」。目前版本 5.00，收錄中文字數為13,084字。

## 字型錯誤
- 「墭」字右下方的「皿」、「睘」字上方的「罒」、「逻」字右上方的「罒」、「懐」字右上方的「罒」皆少了一豎。（墭、睘、逻、懐）
- 及字形顛倒。
- 「汨」及「汩」字形顛倒。（汨、汩）
- 「潈」右下方的誤植為「豕」。（潈）

上述錯誤只於Windows內建的標楷體字型中出現，而macOS內建的標楷體字型則沒有上述錯誤。

## 外部連結
1. ↑   (PDF). 臺北市政府秘書處. 2006  [2021-10-17]. （原始内容存档 (PDF)于2021-10-17）.
2. ↑  .   [2018-08-29]. （原始内容存档于2020-10-29）.
3. ↑  根據.   [2011-08-24]. （原始内容存档于2017-09-29）.，DFKai-SB是其字體名（Font Name），KaiU是其文件名（File Name）。
4. ↑  .   [2018-08-29]. （原始内容存档于2019-08-27）.
5. ↑   . Apple 支援（台灣）. 2024-04-24  [2025-05-16]. （原始内容存档于2024-05-20） （中文）.
6. ↑  .   [2018-10-19]. （原始内容存档于2020-09-28）.
7. ↑  .   [2018-08-29]. （原始内容存档于2020-10-29）.
8. ↑  . Microsoft Learn. 2022-06-17  [2025-05-16]. （原始内容存档于2025-04-25） （英语）.
9. ↑  . Microsoft Learn. 2022-06-17  [2025-05-16]. （原始内容存档于2025-04-25） （英语）.
10. ↑  . Apple Developer.   [2025-05-17] （英语）.
11. ↑   . Apple 支援（台灣）. 2025-05-07  [2025-05-17]. （原始内容存档于2025-05-23） （中文）.
12. ↑   . Apple 支援（台灣）. 2024-08-27  [2025-05-17]. （原始内容存档于2025-05-22） （中文）.
13. ↑   . Apple 支援（台灣）. 2024-04-14  [2025-05-17]. （原始内容存档于2025-05-16） （中文）.
14. ↑   . Apple 支援（台灣）. 2024-09-24  [2025-05-17]. （原始内容存档于2025-05-23） （中文）.
15. ↑  .   [2018-08-28]. （原始内容存档于2019-08-24）.
16. ↑  .   [2018-08-30]. （原始内容存档于2021-01-23）.
17. ↑  .   [2018-08-30]. （原始内容存档于2021-03-26）.
18. ↑  .   [2018-08-29]. （原始内容存档于2020-10-29）.
19. ↑  新細明體能不能用在商用簡報或商用文件的列印上？
20. ↑  .   [2018-08-29]. （原始内容存档于2019-12-02）.
21. ↑  .   [2018-08-29]. （原始内容存档于2019-08-23）.
22. ↑  .   [2018-08-29]. （原始内容存档于2019-09-09）.
23. ↑  . T客邦.   [2018-09-12]. （原始内容存档于2020-10-23）.
24. ↑    (PDF). apple.com.   [2025-05-17]. （原始内容存档 (PDF)于2025-06-20）.
25. ↑  蘇煒翔. . justfont blog. 2018-8-28  [2025-05-17]. （原始内容存档于2025-04-23） （中文）.
26. ↑  .   [2018-08-29]. （原始内容存档于2021-03-20）.
27. ↑  https://data.gov.tw/license （页面存档备份，存于） 政府資料開放授權條款－第1版
28. ↑  .   [2018-08-30]. （原始内容存档于2021-03-10）.
29. ↑  . 教育部語文成果網.   [2025-05-17]. （原始内容存档于2025-03-17） （中文）.
30. ↑  . 教育部 語言成果網.   [2025-05-17]. （原始内容存档于2025-04-23） （中文）.
31. ↑   (PDF). 教育部 語言成果網.   [2025-05-17]. （原始内容存档 (PDF)于2025-05-17） （中文）.